# Бабляк, Владимир Самойлович
Владимир Самойлович Бабляк (5 (18) апреля 1916, село Великий Жванчик, Подольская губерния — 20 ноября 1970, Киев) — украинский советский писатель, журналист. Член Союза писателей Украинской ССР (1960).

## Биография
Родился в 1916 году в селе Великий Жванчик Новоушицкого уезда Подольской губернии, Российская империя.
Отец Самуил Бабляк умер от несчастного случая, когда Володе не было и трех лет. Мать Вера Григорьевна (урожденная Михайловская; умерла в 1939 году) отдала сына и старшую дочь Галю на воспитание дедушке (прототип Матея Розмарини из одноименного рассказа Бабляка) и бабушке в село Колодиевка (ныне Каменец-Подольского района). Здесь Бабляк учился в I—III классах, после чего мать забрала сына в Великий Жванчик, где он учился в IV—VII классах. Продолжил обучение (VIII—X классы) в селе Приворотье (ныне Подольское Каменец-Подольского района).
После окончания школы работал учетчиком (помощником бригадира) в колхозе села Великий Жванчик.
В 1936 году Бабляка взяли инструктором-массовиком в районную газету (село Миньковцы), осенью направили на курсы при окружной газете «Червоний кордон» (Каменец-Подольский). Окончив курсы, остался работать в «Красной границе». С 10 октября 1936 до 28 октября 1937 жил на улице Преображенской, 36 (ныне — Русская, 60) в семье Терлецких.
В 1937—1939 годах проходил срочную службу в РККА, служил пулеметчиком.
В 1939 году после увольнения в запас снова работает в газете «Красный кордон». Осенью 1940 становится корреспондентом областной газеты «Советская Буковина» (Черновцы).
Участник Великой Отечественной войны с первых ее дней. Был рядовым. Участвовал в обороне Киева, воевал под Ростовом-на-Дону, дважды ранен. Пробравшись из окружения на Подолье, вел подпольную борьбу. После длительного лечения в госпитале — демобилизован в 1944 году. Награжден медалью «За победу над Германией».
В марте 1944 принимал участие в возобновлении выхода газеты в Каменце-Подольском.
Вернулся на работу в «Советскую Буковину», с 1945 года работал в областной газете «Свободная Украина» (Львов), с 1947 года — в областной газете «Свободная жизнь» (Тернополь). 
Впоследствии переехал в Черновцы и 1956 года перешел на творческую работу. Первую книгу рассказов издал в 1958 году. Участник Четвертого съезда писателей СССР (22-27 мая 1967).
Умер в 1970 году в Киеве, похоронен в Черновцах.

## Творчество
Печатался с 1940 (рассказ «Аннушка-мечтательница»). Отдельно издал:
- сборники рассказов
  - «Песни жизни» (1958),
  - «Летопись горбатой нивы» (1961),
  - «Дорога к любви» (1964),
- романы
  - «Вишневый сад» (книга 1 — 1958, книга 2 — 1960, книга 3 — 1962),
  - «Жванчик» (книга 1 — 1967; книга 2 — 1969; книгу 3 не завершил).

В 1989 году в Киеве опубликованы произведения Бабляка в двух томах.
Проза Бабляка отличается поэтичностью, богатством и выразительностью языка.
«Вишневый сад» под названием «Красные маки» ставил Черновицкий украинский музыкально-драматический театр.

## Экранизации
- 1973 — «Новоселье» — по мотивам романа «Жванчик».